# Ylivieska
Ylivieska este o comună din Finlanda.